# 北海道教育大学附属釧路中学校
北海道教育大学附属釧路中学校（ほっかいどうきょういくだいがくふぞくくしろちゅうがっこう）は、北海道釧路市にあった北海道教育大学附属の中学校。略称は附中（ふちゅう）。北海道教育大学4校の一つであった。

## 概要
北海道教育大学の附属機関であるため教育実習が多く、毎年研究大会が開かれ、実験的な授業が行われることも少なくなかった。同校教諭は「大学職員」という位置づけである。学校長は教育大学釧路校の担当教授が任ぜられるが、実務は副校長が担っていた。学区は釧路市内全域とし、生徒の多くはくしろバスを利用していた。生徒数は1学年3学級編成（定員120名）。北海道教育大学附属釧路小学校から進学した約80人と、中学受験をして入学した約40人で構成されていた。なお、附属高校は存在しなかった。

## 沿革
- 1969年4月1日 - 「北海道教育大学教育学部附属釧路中学校」として開校[1]。
- 2004年4月1日 - 「国立大学法人北海道教育大学附属釧路中学校」に改称[1]。
- 2021年4月1日 - 国立大学法人北海道教育大学附属釧路小学校と統合し、国立大学法人北海道教育大学附属釧路義務教育学校に移行[2]。

## 部活動

### 常設部
- 陸上競技部 - 釧路地区大会で優勝し、全道大会へ進出したことがあった。
- 野球部
- サッカー部
- 男子バスケットボール部
- 女子バスケットボール部
- 剣道部
- 吹奏楽部 - 全道大会には12年連続で進出していた。
- 美術部 - 毎年数多くの作品が受賞し、また部員による北海道立釧路芸術館で開催される展覧会の「Art and We」も手掛けていた。
- 科学部 - 2012年度に発足した。2013年には「科学の甲子園」へ出場。釧路市こども遊学館での科学屋台村の出店など、さまざまな活動をしていた。

### 特設部
- バドミントン部 - 毎年全道大会に進出し、成果を残していた。
- 水泳部 - 2017年の全道中体連では男子400mフリーリレーで従来の大会記録を大きく更新する大会新記録を樹立し、男子総合優勝を果たした。
- 卓球部
- スケート（フィギュア）部
- スキー部
- アイスホッケー部 - 近隣の釧路市立桜が丘中学校などと合同で活動していた。

## 主な出身者
- 中村優 - フィギュアスケート選手
- 石井至 - コンサルタント
- 志田晶 - 予備校講師（数学科）